# Tăng phosphat máu
Tăng phosphat máu là một rối loạn điện giải trong đó có mức độ phosphate cao trong máu. Hầu hết mọi người không có triệu chứng trong khi những người khác gia tăng tích lũy calci trong mô mềm. Thường cũng có mức calci thấp có thể dẫn đến co thắt cơ bắp.
Nguyên nhân bao gồm suy thận, suy tuyến cận giáp, bệnh giảm năng tuyến cận giáp, nhiễm toan đái tháo đường, hội chứng ly giải khối u và tiêu cơ vân. Chẩn đoán thường dựa trên mức độ phosphate trong máu lớn hơn 1,46   mmol / L (4,5   mg / dL). Khi mức lớn hơn 4,54 mmol / L (14 mg / dL), nó được coi là nghiêm trọng. Nồng độ có thể xuất hiện sai lệch với nồng độ lipid trong máu cao, nồng độ protein trong máu cao hoặc nồng độ bilirubin trong máu cao.
Điều trị có thể bao gồm ăn chế độ ăn ít phosphat và thuốc kháng axit, như calci cacbonat, liên kết phosphat. Thỉnh thoảng có thể sử dụng nước muối thông thường hoặc lọc máu. Mức độ thường xảy ra là không rõ ràng.

## Dấu hiệu và triệu chứng
Các dấu hiệu và triệu chứng bao gồm vôi hóa trong cơ, cường cận giáp thứ phát và loạn dưỡng xương do thận. Bất thường trong chuyển hóa phosphat như tăng phospho máu được bao gồm trong định nghĩa của bệnh thận mãn tính mới - rối loạn khoáng chất và xương (CKD-MBD).

## Chẩn đoán
Chẩn đoán tăng phospho máu được thực hiện thông qua việc đo nồng độ phosphate trong máu. Nồng độ phosphate lớn hơn 1,46 mmol / l (4,5 mg / dl) là dấu hiệu của chứng tăng phosphate huyết, mặc dù các xét nghiệm tiếp theo có thể cần thiết để xác định nguyên nhân cơ bản của nồng độ phosphate tăng. Nó được coi là nghiêm trọng khi mức lớn hơn 1,6 mmol / l (5 mg / dl).

## Điều trị
Nồng độ phosphate cao có thể tránh được với chất kết dính phosphat và chế độ ăn uống hạn chế phosphate. Nếu thận hoạt động bình thường, có thể gây ra lợi tiểu bằng nước muối để loại bỏ hoàn toàn lượng phosphate dư thừa. Trong trường hợp cực đoan, máu có thể được lọc trong một quá trình gọi là chạy thận nhân tạo, loại bỏ lượng phosphat dư thừa.